# Amigos do Samba
A GRCES Amigos do Samba é uma escola de samba de Praia Grande, São Paulo. Em 2010, foi campeã do Grupo II de escolas, obtendo assim o diretio de desfilar no Grupo I em 2011.

## Carnavais
| Ano  | Colocação | Grupo                       | Enredo                                                  | Carnavalesco | Intérprete | Ref.  |
| ---- | --------- | --------------------------- | ------------------------------------------------------- | ------------ | ---------- | ----- |
| 2010 | Campeã    | Grupo II (terceira divisão) | Sou Brasileiro, Sou Guerreiro e Nunca Desisto           |              |            |       |
| 2011 |           | Grupo I                     |                                                         |              |            |       |
| 2015 | 5º lugar  | Grupo I (primeira divisão)  | Cruzada... O despertar... A espera de um novo amanhecer |              |            | [ 3 ] |